# Dalingshan
Dalingshan (kinesiska: 大岭山) är en köping i sydöstra  Kina.  Den ligger i staden Dongguan i provinsen Guangdong, omkring 63 kilometer sydost om provinshuvudstaden Guangzhou. Antalet invånare är 279 414. Befolkningen består av 122 267 kvinnor och 157 147 män. Barn under 15 år utgör 8,0 %, vuxna 15-64 år 90 %, och äldre över 65 år 1,0 %.